# ناحیه داوتاشن
ناحیه داوتاشن (ارمنی: Դավթաշեն վարչական շրջան) یکی از ناحیه‌های دوازده‌گانه ایروان پایتخت ارمنستان می‌باشد که در شمال ایروان واقع شده‌است؛ که از جنوب با ناحیه‌های آجاپنیاک و آرابکیر هم‌مرز است.

## خصوصیات
ناحیه داوتاشن ۶٫۷۱ کیلومترمربع مساحت و ۴۱٬۲۰۰ نفر جمعیت دارد و ۱٬۱۲۰ متر بالاتر از سطح دریا واقع شده‌است.

## نگارخانه

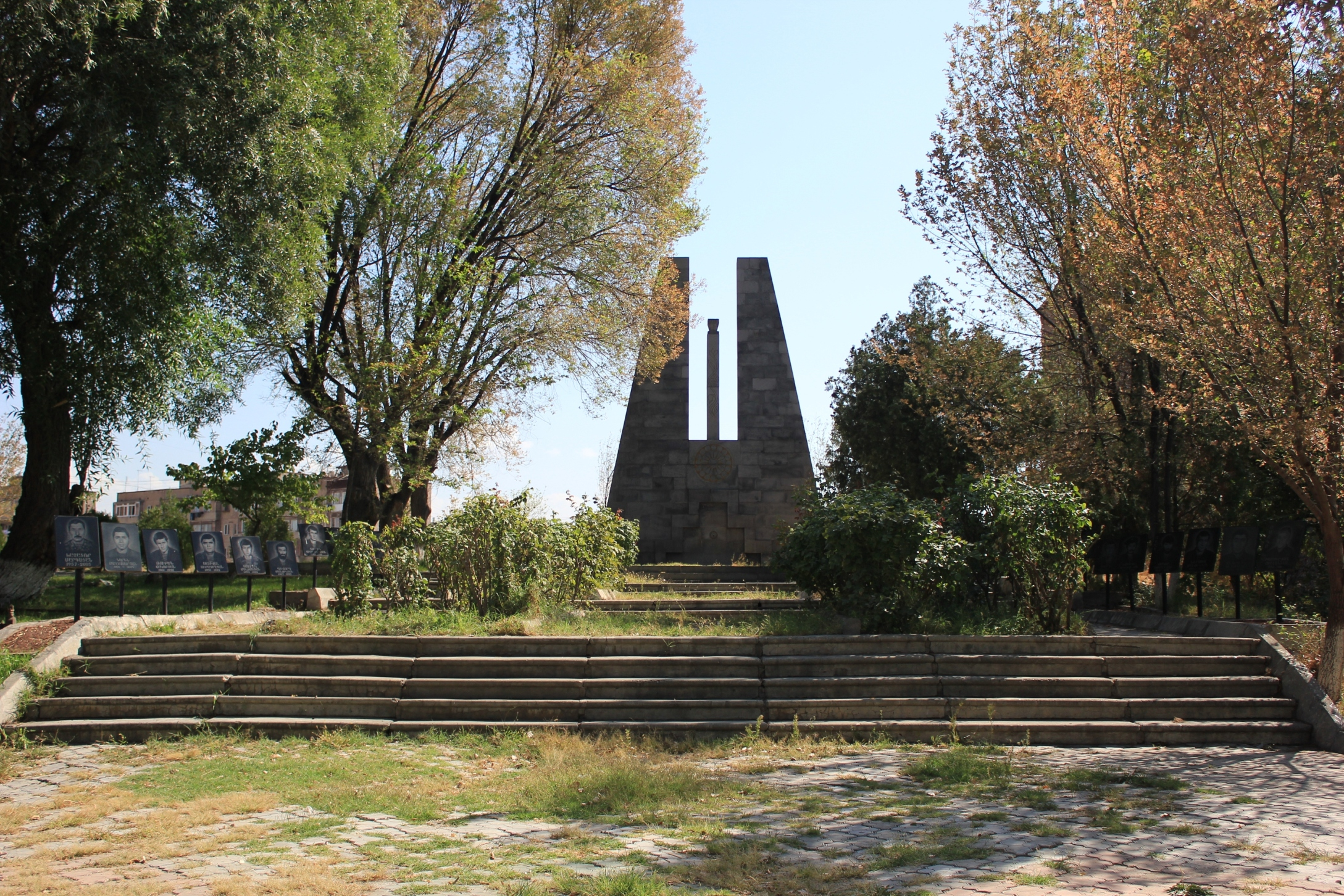
بنای یادبود جنگ جهانی دوم در ناحیه داوتاشن
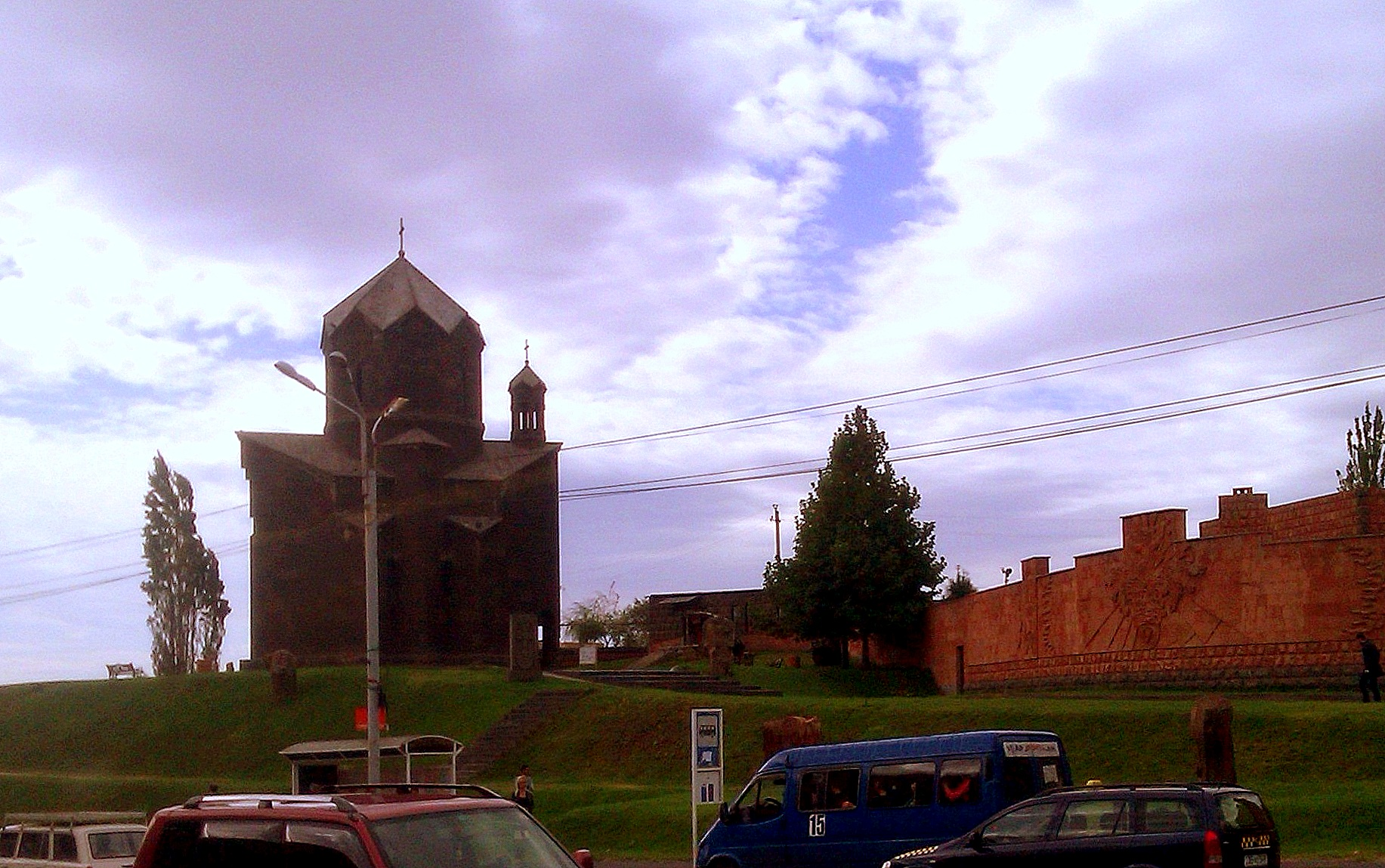
کلیسای شهید مقدس ناحیه داوتاشن
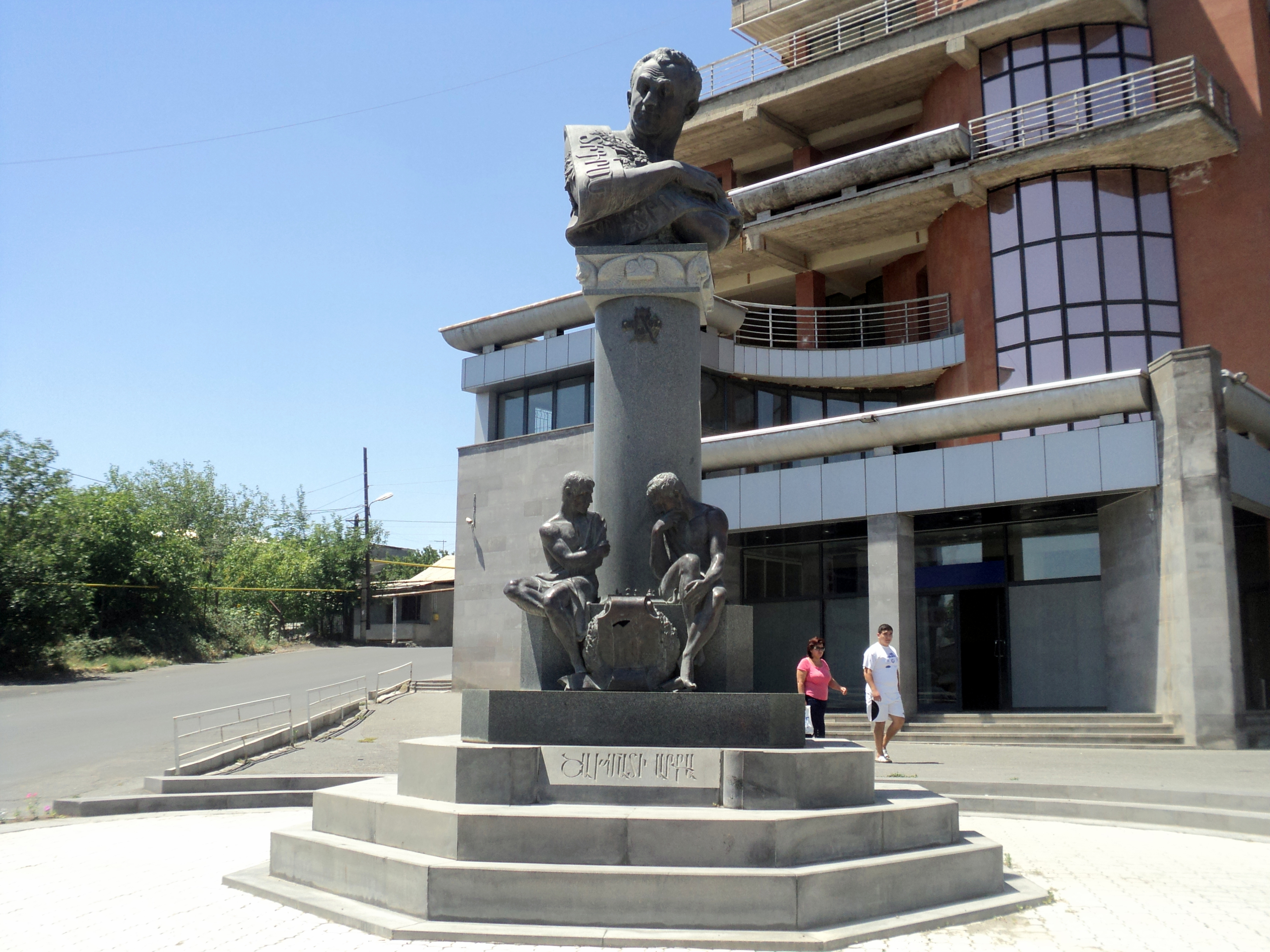
مجسمه  تیگران پتروسیان در ناحیه داوتاشن